# Winnebach
Winnebach (italienisch Prato alla Drava) ist ein Dorf in Südtirol in Italien. Es ist eine Fraktion der Gemeinde Innichen. Das Dorf befindet sich im Pustertal bzw. Hochpustertal und hat ca. 400 Einwohner. Seit dem Inkrafttreten des Vertrags von Saint-Germain 1920 verläuft die Staatsgrenze zu Österreich am Kolberbach in rund 1 km Entfernung östlich der Ortschaft.
Der Ort wird durch die Nikolauskirche aus dem 15. Jahrhundert dominiert, die über dem Ort auf einer Anhöhe steht. Zu Winnebach gehören auch die Gebäude an der Grenze mit den ehemaligen Gebäuden der Grenzwache. Das bis dahin eigenständige Winnebach wurde 1928 der Gemeinde Innichen zugeschlagen.

## Sehenswertes
- Die vorromanische und später gotisch erweiterte Winnebacher Pfarrkirche wurde 1507 erstmals urkundlich erwähnt. Eine Darstellung der Krönung Marias der Nikolauslegende (um 1505) sind noch als Fresken erhalten. Auch die Statue des Hl. Silvester am linken Seitenaltar kommt aus dem 15. Jh. Die in ländlichem Barock gefertigten Altäre, Kanzel und Beichtstühle stammen aus dem frühen 19. Jh. Die Holzfiguren der vier Kapellenbildstöcke und die freistehende Kreuzigungsgruppe im Friedhof entstanden um 1700.
- Aufgrund eines Gnadenbildes, das der Wallfahrer Johann Klettenhammer aus Loreto mitbrachte, wurde neben seinem Haus die Loretokapelle gebaut und 1650 eingeweiht. Dass die Kirche noch steht, obwohl sie öfter durch die Wildbäche Mitteregger- und Mühlbach stark vermurt wurde (zuletzt 1965), gibt der Bevölkerung Anlass zu Wallfahrten.
- Die in vorromanischem Stil gehaltene St.-Silvester-Kapelle „auf der Alm“ in Winnebach wurde um 1150 erbaut. Nach einer Erweiterung 1440 wurde sie im Jahr darauf neu geweiht und am 27. Juni 1455 von Kardinal Nikolaus Cusanus, Bischof von Brixen, mit Ablässen versehen.[1] Ein darin befindlicher Gemäldezyklus einer Brixner Malerschule, vermutlich vom Meister von Klerant, wurde um 1450/60 angefertigt.[2]

## Bildung
In Winnebach gibt es eine Grundschule für die deutsche Sprachgruppe.

## Infrastruktur
Winnebach liegt an der Pustertalstraße, der Pustertalbahn und der Radroute 3 „Pustertal“.
Für den Brandschutz und die allgemeine Hilfe sorgt die Freiwillige Feuerwehr Winnebach.

## Persönlichkeiten
- Ignaz Paprion (1752–1812), Kurat in Winnebach ab 1786